# Die with a Smile
A Die with a Smile Lady Gaga és Bruno Mars amerikai énekesek dala, amely 2024. augusztus 16-án jelent meg az Interscope Records gondozásában. Az eredetileg önálló kislemeznek szánt dal helyet kapott Gaga Mayhem (2025) című stúdióalbumán. A dalt Gaga és Mars írta Andrew Watt, Dernst „D’Mile” Emile II, James Fauntleroy mellett, míg a produceri munkát az előbbi négyes végezte. Az együttműködés annak köszönhető, hogy Mars meghívta Gagát a stúdiójába, ahol új zenéjén dolgozott. Mars bemutatta a készülő számot Gagának, és a duó még aznap befejezte a dal megírását és felvételét. A dalban Gaga és Mars erőteljes vágyakozást fejeznek ki a szerelmükkel együtt töltött idő iránt, kiemelve kapcsolatuk intenzitását és mélységét a bizonytalanság és a fenyegető végkimenetel ellenére.
Zeneileg a soft rockra hajló számot Gaga 2016-os Joanne című albumához és a 2018-as Shallow című kiadványához hasonlították, valamint Mars Anderson .Paakkal közös munkásságához, a Silk Sonic formáció részeként. A kislemezzel egy időben jelent meg a hozzá készült videóklip is Mars és Daniel Ramos rendezésében, amelyben a duó egy retro színpadi díszletben adja elő a dalt. A dal pozitív kritikákat kapott a kritikusoktól, akik dicsérték a két előadó énekhangját és egymás közötti kémiáját.
A dal jelentős kereskedelmi sikert aratott; a Spotify történetének leghosszabb ideig listavezető dala lett a napi összesített listákon, valamint tizennyolc hetével az élen a Billboard Global 200 slágerlista történetének egyik leghosszabb ideig listavezető dala. Emellett a Die with a Smile érte el leggyorsabban az egymilliárd és a kétmilliárd streamelést a Spotify-on. 2025 elejére több mint 20 országban vezette a hivatalos listákat, és több mint 25 további országban is a Top 10-ben végzett. Franciaországban és további tizennégy országban többszörös gyémánt- és platina minősítést szerzett. A 67. Grammy-gálán jelölték Az év dala kategóriában, valamint elnyerte A legjobb popduó vagy -együttes teljesítményért járó Grammy-díjat.

## Háttér és kidolgozás
A két előadó először a 2016-os Victoria’s Secret Fashion Show-n lépett fel együtt, 2016. november 30-án, a lineup részeként. 2024 júniusában Mars azt nyilatkozta, hogy szeretne Lady Gagával együttműködni egy dalon, vagy „énekelni vele a Las Vegas-i rezidenciáján”. Egy sajtóközleményben Gaga elárulta: „Bruno és én nagyon tiszteljük egymást, és beszélgettünk az együttműködésről”. Elárulta, hogy az együttműködés akkor jött létre, amikor Malibuban vette fel a készülő stúdióalbumát. Egy este, egy hosszú nap után Mars meghívta Gagát a stúdiójába, hogy belehallgasson a zenébe, amin éppen dolgozott, és bemutatta neki a számot. Gaga „el volt ájulva”, amikor meghallotta, hogy min dolgozik. A duó még aznap este befejezte a dal megírását és felvételét. Gaga Mars tehetségét „leírhatatlannak” és „magas szintűnek” nevezte, míg Mars hozzátette, hogy Gaga „varázslatossá” tette a dalt.
Augusztus 12-én Mars és Gaga elkezdték követni egymást az Instagramon. Ugyanezen a napon Gaga egy sor emodzsit kommentált Mars Instagram-posztjára a mexikóvárosi turnéállomásáról. Augusztus 13-án Gaga megosztott egy videót, melyben a dal néhány akkordját játssza zongorán. A videó alatt Mars arcával ellátott pólót viselt. Másnap Mars is posztolt egy fotót, amelyen egy Gaga arcát ábrázoló pólót viselt.

## Megjelenés
Korábban a Hits Daily Double „Rumor Mill” című blogjának egyik posztja jelentette be Gaga és Mars együttműködését, felfedve a dal címét is. A Die with a Smile napokkal később, augusztus 15-én lett hivatalosan is bejelentve. A kislemez borítóján az előadók „country-hangulatú” piros-kék „western” öltözékben jelennek meg, Gaga egy cigarettával a kezében, Mars pedig cowboy kalapban látható. Gaga csapata kezdetben megerősítette, hogy a dal önálló kislemez lesz, és maga Gaga is hozzátette az Instagramon tett bejelentésében, hogy új anyagként szolgál a rajongók számára, amíg várnak a közelgő stúdióalbumára. Később azonban bejelentették, hogy a dal helyet kapott a nyolcadik stúdióalbumán, Gaga pedig az album „hatalmas részének” és „hiányzó darabjának” nevezte.

## Kompozíció
A Die with a Smile-t Gaga, Mars, Dernst „D’Mile” Emile II és Andrew Watt írták és készítették, James Fauntleroy kiegészítő dalszerzői kreditet kapott. A dalt Gaga Los Angeles-i stúdiójában írták és vették fel 2024-ben. A dalt soft rock dalnak minősítették, amely a pop és soul balladák érzelmi stílusát idézi. Kyle Denis, a Billboard munkatársa úgy jellemezte a dalt, mint egy szárnyaló balladát, melyben keveredik a pop, a soul, a country és a rock. Összehasonlították a Silk Sonic-kal, Mars Anderson Paakkal közös zenei formációjával. A kritikusok szerint a hangzás közelebb áll az 1970-es évek soft rockjához.
Az írás és a felvételek folyamatával kapcsolatban Gaga elmondta, hogy egy este éppen a következő albumán dolgozott egy malibui stúdióban, amikor felhívta Mars, hogy elhívja egy másik közeli stúdióba, hogy meghallgassa egy dalát, amin éppen dolgozott. Elmondta: „Este 10 körül mentem át hozzá, megmutatta az elképzelését, majd megírtuk a második versszakot. Hajnali kettőre felvettük. Brunónak volt egy nagyon konkrét elképzelése a hangzásáról, és én ezt akartam megadni neki.” Azt is megemlítette, hogy arra törekedtek, hogy a hangulat „nagyon 1970-es évekbeli” érzést keltsen, és az alkotási folyamat során Carole King és James Taylor együttműködése inspirálta őket. A Los Angeles Times-nak adott interjújában így nyilatkozott:

„Állandóan zenét írok, és néha úgy érezhető, hogy olyasmit hozol létre, ami talán tetszeni fog néhány embernek. De vannak más pillanatok, amikor dolgozol valamin, és egyszerűen tudod, hogy az rengeteg emberhez mélyen fog szólni. Én azonnal tudtam.”

## A kritikusok értékelései
A Die with a Smile című dalt a kritikusok széles körben dicsérték. Brittany Spanos (Rolling Stone) kiemelte, hogy az új szerzemény remekül bemutatja a duó lehengerlő énekteljesítményét. Robin Murray a Clash magazintól a tízből nyolc csillagot adott a dalnak, és úgy jellemezte, hogy „tisztelgés a 70-es évek érzelmes duettjei előtt”, amely „ugyanakkor mélységesen modernnek is tűnik”. Hozzátette, hogy „mindkét előadó ragyog, de kétségtelenül van egy olyan kémia, ami a Die With A Smile-nak saját karaktert ad”. Szerinte a dal tele van vidámsággal és színekkel, a dalszerzés pedig továbbra is szívhez szóló maradt. Véleménye szerint ez a kollaboráció váratlanul jól sikerült, új oldalát mutatva meg mindkét művésznek. Jake Viswanath a Bustle-től azt írta, hogy a dal „Gaga érzelmes popdallamait Mars klasszikus R&B stílusával keveri”, és hangszerelése is különleges, így egy „elsöprően romantikus és megrázó” dal született, amely „egy szerelmespárt ábrázol, akik az utolsó pillanataikat szeretnék átélni egymással”. Neil Z. Yeung (AllMusic) egyszerű, de nagyszerű duettként jellemezte a dalt, amely szerinte Gaga egyik időtálló slágere lesz.
Paul Grein (Billboard) szerint a szám „a Grammy-mennyországban született párosítás” és egyből sláger is lett, míg Stephen Daw (Billboard) a két énekes hangjának összhangját dicsérte. A The New York Times romantikus, kissé apokaliptikus lassúzásnak írta le a dalt, amely mindkét előadónak lehetőséget ad a kiteljesedésre. A Vulture szerint, bár két világsztárról van szó, a ballada meglepően szerény, hangjuk inkább kiegészíti, mintsem verseng egymással. Adam White (The Independent) is úgy látta, mindkét művész kitűnő ebben a gyengéd, szeretetteljes dalban. Paolo Ragusa (Consequence) szintén elégedett volt, szerinte egyszerű, mégis működőképes szerelmes ballada született, bár nem hoz nagy újdonságot egyikőjük számára sem. Mary Siroki (Consequence) jó dalnak nevezte, de úgy vélte, elmarad a páros korábbi sikereitől, mert kevésbé újrahallgatható. CJ Thorpe-Tracey (The Quietus) viszont csalódott, mert szerinte a szám bár törekszik a magasságokra, mégsem érint meg igazán.
Melissa Ruggieri (USA Today) a Die with a Smile-t 2024 ötödik legjobb dalának választotta, kiemelve a retró hangulatot, a két előadó összhangját és Mars dobjátéka által fokozott érzelmi töltetet. A Billboard szerkesztőségi listáján a huszonegyedik helyet szerezte meg, főleg időtlen hangzása, szokatlanul jó vokáljai és magas újrahallgatási értéke miatt.

### Reakciók aMayhemalbumra kerülésről
Mivel a Die with a Smile eredetileg önálló kislemezként jelent meg, több újságíró is kiemelte a dal végleges helyét Gaga Mayhem című albumán. Stephen Ackroyd (Dork) szerint a dal „drámai, filmszerű” hangulata miatt tökéletes záródal az albumon. David Cobbald (The Line of Best Fit) felvetette, hogy a szám jelenléte arra utalhat, hogy az album hangzását valamelyest visszafogták, hogy passzoljon a végére, de szerinte ennek ellenére nem lóg ki a végeredményből. Ezzel szemben Thomas Stremfel (Spectrum Culture) úgy vélte, a dal felvétele inkább kiadói belenyúlásnak tűnik, és „szemmel láthatóan kilóg a többi közül”. Az Exclaim! és a Stereogum egyaránt azt írta, hogy a számot csak „odacsapták” az album végére. Mark Richardson (The Wall Street Journal) szerint kissé idegenül hat, és kevésbé emlékezetes az előtte levő számokhoz képest. Robin Murray (Clash) „nyugtalanító lezárásnak” nevezte, mivel a dal hangulata eltér az album különleges, biomechanikus és energikus atmoszférájától. Stephen Daw (Billboard) dicsérte a számot, de úgy látta, hogy az inkább egy „utólagos gondolat” vagy epilógus, amely egy másként kaotikus és kockázatvállaló albumot tesz lágyabbá a végén. Hozzátette, hogy ha az volt a cél, hogy gyengédebb lezárást kapjon a lemez, akkor ez jól sikerült. Hasonlóan gondolkodott Nick Levine (NME) is, aki „ízlésbontóként” jellemezte a dalt, amely frissítő lezárás egy merész ízekkel teli album után.

## Kereskedelmi teljesítmény

### Egyesült Államok
A Billboard arról számolt be, hogy a dalból az első négy nap alatt több mint 14 000 digitális példányt adtak el, míg az első teljes héten 21 000 darabban (digitális és fizikai példány együttvéve) kelt el. A szám a megjelenés hetében a Spotify, az Apple Music és az iTunes első helyére került. A szám a Billboard Hot 100 slágerlistájának harmadik helyén debütált a 2024. augusztus 31-ei héten, ezzel Mars 19. top 10-es, Gaga 18. top 10-es dala lett az országban. A duett a Digital Song Sales chart első helyén nyitott, ezzel Mars 10., Gaga 9. listavezetője lett. A második héten a slágerlistán a dal a Hot 100-as lista hatodik helyére esett vissza, és további 6000 példányban kelt el. Mivel azonban a dal folyamatosan a Hot 100 Top 10-es mezőnyében tartózkodott, végül három új verziójának megjelenésével a második helyen érte el új csúcsát az amerikai Billboard Hot 100-as listán. A „Live in Las Vegas” és az instrumentális változat október 29-én, míg az akusztikus változat 2024. október 31-én jelent meg. Az összes verzió, beleértve az eredeti számot is, 69 centre volt leárazva az iTunes áruházban a mérési héten. A dal a rádiókban 45,3 milliós hallgatottságot ért el, 22,6 millió streamet generált, valamint 16 ezer példányban kelt el; ezzel visszatért a Digital Song Sales első helyére, illetve belépett a Radio Songs Top 10-es mezőnyébe a kilencedik helyen. Ez lett Mars 19., Gaga 12. Top 10-es dala a listán. A Die with Smile Gaga első Top 10-es rádiós dala a 2020-as évtizedben, és a legmagasabb helyezése a 2013-as Applause óta, amely a hetedik helyen végzett.
Miután hetekig tartotta második pozícióját a Hot 100 listán, a 2025. január 11-ei héten a csúcsra került (59,7 millió rádiós lejátszással, 27,1 millió streameléssel és 6000 eladással), ezzel Gaga hatodik, Mars kilencedik listavezető kislemeze lett a Billboard Hot 100-on. A kislemezzel egyben Lady Gaga lett Janet Jackson után a második női előadó, aki három különböző évtizedben többször is elért első helyezést az amerikai Billboard Hot 100-as listán; összességében Michael Jackson után a harmadik. Emellett Gaga Diana Ross és Paula Abdul mellé került, akik együttesen hetedikek a legtöbb, női előadó által jegyzett amerikai listavezető kislemezek tekintetében. A dal négy egymást követő héten át listavezető maradt a Hot 100-as listán, ezzel Gaga és Mars első olyan dala lett, amely több hetet is az első helyen töltött az Egyesült Államokban a 2011-es Born This Way és a 2021-es Leave the Door Open óta.
A Billboard Pop Airplay listáján a dal a csúcsra került, és ezzel Gaga első listavezetője lett ott a 2011-es Born This Way óta. Bruno Marsnak is ez lett az első listavezető dala a 2016-os Finesse óta, és összességében a tizedik a karrierje során. Emellett Gaga lett a negyedik előadó a Maroon 5, Taylor Swift és Miley Cyrus után, aki a 2000-es, 2010-es és 2020-as évtizedek mindegyikében elért első helyezést a listán.

### Világszerte
A dal már a második héten elérte a Billboard Global 200 és a Global Excl. US kislemezlisták csúcsát, és mindkét listán az első listavezető kiadvány lett mindkét előadó számára – több mint 97 millió streamelést gyűjtött be világszerte, ebből 30 milliót csak az USA-ban. Tizennyolc hétig vezette a listát 2024 és 2025 között, ezzel megelőzte a Rosé and Mars Apt. című dalát, és ezzel a 2024-es naptári évből származó zenei kiadványok közül a leghosszabb ideig tartotta magát az első helyen, valamint megelőzte Harry Styles As It Was dalát, és ezzel összességében a második leghosszabb ideig (és a leghosszabb ideig nem ünnepi) listavezető dal lett az említett lista történetében (Mariah Carey All I Want for Christmas Is You című dala mögött). A Die with a Smile az egyetlen dal, amelyet húsz héten keresztül globálisan több mint 100 milliószor streameltek hetente. 2024. november 20-án a dal új rekordot állított fel, mint az első dal, amely kevesebb mint 100 nap alatt elérte az 1 milliárd streamet a Spotify-on; mindössze 96 napra volt szüksége, ezzel felülmúlva a korábbi rekordot, amelyet Jungkook és Latto Seven (2023) című dala tartott 108 nappal. December közepére a Die with a Smile 2024 legfelkapottabb dalává vált a Spotify-on, 17 hét alatt több mint 1,6 milliárd streamet generált, és a legtöbbet megosztott dal lett a platformról. 2025. február 10-én 121 napjával a Spotify Global napi listájának első helyén, megdöntötte a korábbi csúcstartó, Tones and I Dance Monkey (2019) című dalának rekordját, mint a legtöbb napig listavezető dal.
A dal a hetedik helyen debütált a brit kislemezlistán, ezzel Mars 11., míg Gagának a 15. Top 10-es dala lett az országban. A dal a következő három hétben lassan emelkedett a listán, majd az ötödik héten a Top 5-be került az ötödik helyen. A kilencedik héten a listán, a dal új csúcsot ért el a második helyen. Ausztráliában a dal az ARIA Singles Chart 10. helyén debütált az augusztus 26-i listán, ezzel Mars 17. Top 10-es helyezése lett a listán, míg Gagának a tizenötödik. A dal több héten keresztül emelkedett a Top 10-es listán belül, mielőtt az ötödik héten a második helyen érte el új csúcsát.
Új-Zélandon a dal a Top 40 Singles Chart első helyén debütált, és több hétig a lista csúcsán maradt. Négy hét után a Philippines Hot 100 slágerlistájának élére is felkapaszkodott, és ezzel az első nemzetközi előadókként érték el ezt a mérföldkövet. Brazíliában a Die With a Smile a 13. helyen debütált a Billboard Brasil Hot 100-as listáján, ami a legmagasabb helyen szereplő nemzetközi dal volt azon a héten; a 2024. október 19-ei listán a negyedik helyet érte el. Másutt a dal Belgiumban, Görögországban, Izlandon, Indonéziában, Izraelben, Izraelben, Libanonban, Luxemburgban, Malajziában, Hollandiában, Portugáliában, Szingapúrban, Dél-Afrikában, Suriname-ban, Svájcban és az Egyesült Arab Emírségekben vezette a nemzeti listákat.

## Élő előadások
Gaga és Mars 2024. augusztus 15-én adták elő először élőben a dalt, a Los Angeles-i Intuit Dome megnyitójára rendezett Mars-koncert részeként. A duó hasonló öltözéket öltött magára, mint amit a dalhoz tartozó képanyagon viselnek. Miután Mars a show ráadásának részeként a színpadon üdvözölte Gagát, a videókliphez hasonló előadást adtak elő, Mars a gitárnál, Gaga pedig a billentyűkön játszott. 2024. augusztus 27-én a duó kétszer is előadta a dalt Bruno Mars koncertrezidenciáján, a Las Vegas-i Park MGM-ben. A videó később, 2024. október 29-én jelent meg Mars YouTube-csatornáján. Mars a Die with a Smile szóló zongoraváltozatát adta elő a Bruno Mars: Live in Brazil című promóciós turnéja során, amely 2024. október 4-től november 5-ig tartott. A turné 14 koncertet tartalmazott különböző brazil városokban, köztük Rio de Janeiróban és São Paulóban. Gaga a Carpool Karaoke karácsonyi különkiadásában előadta a dal szóló változatát, amely 2024. december 15-én jelent meg az Apple TV+-on. A 2025-ös Coachella fő fellépőjeként Gaga ismét szólóban adta elő a számot, királykék ruhát és fekete fejdíszt viselt, és egy koponyákkal díszített zongorán játszott.

## Videóklip
Gaga az Instagramon keresztül a dal bejelentése mellett elárulta, hogy a hozzá tartozó videóklip a számmal egy időben, 21:00 órakor (PST) jelenik meg. A Mars és Daniel Ramos által rendezett klipben Gaga és Mars a dal borítóján látható kék ruhákban látható. A klipben a duó egy retro színpadi díszletben adja elő a dalt, miközben egy fekete-fehér kamera rögzíti őket. Mars cowboykalapot viselve gitározik, míg Gaga piros harisnyában játszik a billentyűkön.

## Elismerések
| Esemény                         | Év   | Kategória                                    | Eredmény | For.   |
| ------------------------------- | ---- | -------------------------------------------- | -------- | ------ |
| MTV Europe Music Awards         | 2024 | A legjobb együttműködés                      | Jelölve  | [ 77 ] |
| Musa Awards                     | 2024 | Az év nemzetközi angol nyelvű dala           | Elnyerte | [ 78 ] |
| Musa Awards                     | 2024 | Az év nemzetközi együttműködése              | Elnyerte | [ 78 ] |
| NRJ Music Awards                | 2024 | Az év nemzetközi együttműködése              | Elnyerte | [ 79 ] |
| Grammy Awards                   | 2025 | Az év dala                                   | Jelölve  | [ 80 ] |
| Grammy Awards                   | 2025 | A legjobb popduó vagy -együttes teljesítmény | Elnyerte | [ 80 ] |
| iHeartRadio Music Awards        | 2025 | A legjobb együttműködés                      | Elnyerte | [ 81 ] |
| iHeartRadio Music Awards        | 2025 | A legjobb videóklip                          | Jelölve  | [ 81 ] |
| Music Awards Japan              | 2025 | A legjobb nemzetközi popdal Japánban         | Jelölve  | [ 82 ] |
| Music Awards Japan              | 2025 | A hallgatók legjobbja: nemzetközi dal        | Jelölve  | [ 82 ] |
| American Music Awards           | 2025 | Az év dala                                   | Jelölve  | [ 83 ] |
| American Music Awards           | 2025 | Az év együttműködése                         | Elnyerte | [ 83 ] |
| American Music Awards           | 2025 | A legjobb popdal                             | Jelölve  | [ 83 ] |
| American Music Awards           | 2025 | A legjobb videóklip                          | Elnyerte | [ 83 ] |
| Nickelodeon Kids’ Choice Awards | 2025 | Kedvenc zenei együttműködés                  | Jelölve  | [ 84 ] |
| MTV Video Music Awards          | 2025 | Az év videóklipje                            | Függőben | [ 85 ] |
| MTV Video Music Awards          | 2025 | Az év dala                                   | Függőben | [ 85 ] |
| MTV Video Music Awards          | 2025 | A legjobb együttműködés                      | Függőben | [ 85 ] |
| MTV Video Music Awards          | 2025 | A legjobb popvideó                           | Függőben | [ 85 ] |

## Közreműködők
Közreműködők listája a CD-kislemez leírása alapján.
- Bruno Mars – vokál, dalszerzés, gitár
- Lady Gaga – vokál, dalszerzés, zongora
- D’Mile – dalszerzés, producer, basszusgitár, dobok
- Andrew Watt – dalszerzés, producer, gitár
- James Fauntleroy – dalszerzés
- Charles Moniz – felvétel, hangmérnök
- Paul LaMalfa – felvétel, hangmérnök
- Marco Sonzini – kiegészítő hangmérnöki munka
- Alex Resoagli – hangmérnök asszisztens
- Tyler Harris – hangmérnök asszisztens
- Serban Ghenea – hangkeverés
- Bryce Bordone – hangkeverés
- Randy Merrill – maszterelés

## Helyezések
| Lista (2024–2025)                                   | Legjobb helyezés |
| --------------------------------------------------- | ---------------- |
| Argentína (Argentina Hot 100)                       | 10               |
| Argentína (Monitor Latino)                          | 1                |
| Ausztrália (ARIA)                                   | 2                |
| Ausztria (Ö3 Austria Top 40)                        | 2                |
| Belgium (Ultratop 50 Flanders)                      | 1                |
| Belgium (Ultratop 50 Wallonia)                      | 2                |
| Bolívia (Billboard)                                 | 3                |
| Brazília (Brasil Hot 100)                           | 4                |
| Bulgária Nemzetközi (PROPHON)                       | 4                |
| Chile (Billboard)                                   | 6                |
| Costa Rica (FONOTICA)                               | 13               |
| Csehország (Singles Digitál Top 100)                | 7                |
| Csehország (Rádio – Top 100)                        | 1                |
| Dánia (Tracklisten)                                 | 3                |
| Dél-afrikai Köztársaság (TOSAC)                     | 1                |
| Dél-Korea (Circle)                                  | 15               |
| Ecuador (Billboard)                                 | 9                |
| Egyesült Arab Emírségek (IFPI)                      | 1                |
| Egyesült Államok Billboard Hot 100 (Billboard)      | 1                |
| Egyesült Államok Adult Contemporary (Billboard)     | 3                |
| Egyesült Államok Adult Pop Airplay (Billboard)      | 1                |
| Egyesült Államok Dance/Mix Show Airplay (Billboard) | 16               |
| Egyesült Államok Pop Airplay (Billboard)            | 1                |
| Egyesült Államok Rhythmic (Billboard)               | 32               |
| Egyesült Királyság (OCC)                            | 2                |
| Egyiptom (IFPI)                                     | 16               |
| Észtország Airplay (TopHit)                         | 1                |
| Fehéroroszország Airplay (TopHit)                   | 67               |
| Finnország (Suomen virallinen lista)                | 12               |
| Franciaország (SNEP)                                | 7                |
| Független Államok Közössége Airplay (TopHit)        | 14               |
| Fülöp-szigetek Hot 100 (Billboard)                  | 1                |
| Global 200 (Billboard)                              | 1                |
| Görögország International (IFPI)                    | 1                |
| Guatemala (Monitor Latino)                          | 14               |
| Hollandia (Dutch Top 40)                            | 1                |
| Hollandia (Single Top 100)                          | 1                |
| Honduras (Monitor Latino)                           | 8                |
| Hongkong (Billboard)                                | 2                |
| Horvátország International Airplay (Top lista)      | 1                |
| India International (IMI)                           | 1                |
| Indonézia (Billboard)                               | 1                |
| Izland (Tónlistinn)                                 | 1                |
| Izrael (Media Forest)                               | 1                |
| Írország (IRMA)                                     | 3                |
| Japán (Japan Hot 100)                               | 38               |
| Japán Digital Singles (Oricon)                      | 18               |
| Japán Hot Overseas (Billboard)                      | 1                |
| Kanada Canadian Hot 100 (Billboard)                 | 1                |
| Kanada AC (Billboard)                               | 1                |
| Kanada CHR/Top 40 (Billboard)                       | 3                |
| Kanada Hot AC (Billboard)                           | 1                |
| Kolumbia (Billboard)                                | 25               |
| Lengyelország (Polish Airplay Top 100)              | 2                |
| Lengyelország (Polish Streaming Top 100)            | 3                |
| Lettország (LAIPA)                                  | 5                |
| Libanon (Lebanese Top 20)                           | 1                |
| Litvánia (AGATA)                                    | 3                |
| Luxemburg (Billboard)                               | 1                |
| Magyarország (Rádiós Top 40)                        | 1                |
| Magyarország (Single Top 40)                        | 7                |
| Malajzia (Billboard)                                | 1                |
| Malajzia International (RIM)                        | 1                |
| Mexikó (Billboard)                                  | 23               |
| Németország (Official German Charts)                | 4                |
| Nigéria (TurnTable Top 100)                         | 63               |
| Norvégia (VG-lista)                                 | 1                |
| Olaszország (FIMI)                                  | 16               |
| Oroszország Airplay (TopHit)                        | 44               |
| Panama (Monitor Latino)                             | 7                |
| Paraguay (Monitor Latino)                           | 4                |
| Peru (Billboard)                                    | 2                |
| Portugália (AFP)                                    | 1                |
| Románia (UPFR)                                      | 6                |
| Salvador (ASAP EGC)                                 | 3                |
| Salvador (Monitor Latino)                           | 10               |
| San Marino (SMRRTV Top 50)                          | 2                |
| Spanyolország (PROMUSICAE)                          | 19               |
| Suriname (Nationale Top 40)                         | 1                |
| Svájc (Schweizer Hitparade)                         | 1                |
| Svédország (Sverigetopplistan)                      | 2                |
| Szaúd-Arábia (IFPI)                                 | 2                |
| Szingapúr (RIAS)                                    | 1                |
| Szlovákia (Singles Digitál Top 100)                 | 5                |
| Tajvan (Billboard)                                  | 4                |
| Thaiföld (IFPI)                                     | 4                |
| Törökország International Airplay (Radiomonitor)    | 7                |
| Uruguay Airplay (Monitor Latino)                    | 7                |
| Új-Zéland (Recorded Music NZ)                       | 1                |
| Venezuela (Record Report)                           | 26               |
| Vietnám (IFPI)                                      | 5                |

| Lista (2024–2025)                            | Helyezés |
| -------------------------------------------- | -------- |
| Brazília Streaming (Pro-Música Brasil)       | 4        |
| Csehország (Singles Digitál – Top 100)       | 4        |
| Csehország (Rádio – Top 100)                 | 2        |
| Dél-Korea (Circle)                           | 19       |
| Észtország Airplay (TopHit)                  | 1        |
| Fehéroroszország Airplay (TopHit)            | 99       |
| Független Államok Közössége Airplay (TopHit) | 14       |
| Kazahsztán Airplay (TopHit)                  | 51       |
| Lettország Airplay (TopHit)                  | 94       |
| Litvánia Airplay (TopHit)                    | 2        |
| Moldova Airplay (TopHit)                     | 19       |
| Oroszország Airplay (TopHit)                 | 48       |
| Paraguay (SGP)                               | 4        |
| Románia Airplay (TopHit)                     | 5        |
| Szlovákia (Rádio – Top 100)                  | 6        |
| Szlovákia (Singles Digitál – Top 100)        | 3        |
| Ukrajna Airplay (TopHit)                     | 43       |

| Lista (2024)                                    | Helyezés |
| ----------------------------------------------- | -------- |
| Ausztrália (ARIA)                               | 31       |
| Ausztria (Ö3 Austria Top 40)                    | 40       |
| Belgium (Ultratop 50 Flanders)                  | 40       |
| Belgium (Ultratop 50 Wallonia)                  | 53       |
| Brazília Streaming (Pro-Música Brasil)          | 50       |
| Chile (Monitor Latino)                          | 6        |
| Dánia (Tracklisten)                             | 47       |
| Egyesült Államok Billboard Hot 100              | 62       |
| Egyesült Államok Adult Contemporary (Billboard) | 25       |
| Egyesült Államok Adult Top 40 (Billboard)       | 48       |
| Egyesült Királyság (OCC)                        | 37       |
| Észtország Airplay (TopHit)                     | 38       |
| Franciaország (SNEP)                            | 66       |
| Független Államok Közössége Airplay (TopHit)    | 64       |
| Fülöp-szigetek (Philippines Hot 100)            | 12       |
| Global 200 (Billboard)                          | 74       |
| Hollandia (Dutch Top 40)                        | 9        |
| Hollandia (Single Top 100)                      | 24       |
| India International (IMI)                       | 12       |
| Izland (Tónlistinn)                             | 13       |
| Kanada (Canadian Hot 100)                       | 57       |
| Lengyelország (Polish Airplay Top 100)          | 27       |
| Lengyelország (Polish Streaming Top 100)        | 66       |
| Litvánia Airplay (TopHit)                       | 44       |
| Magyarország (Rádiós Top 40)                    | 40       |
| Németország (GfK)                               | 71       |
| Portugália (AFP)                                | 13       |
| Svájc (Schweizer Hitparade)                     | 34       |
| Svédország (Sverigetopplistan)                  | 74       |
| Új-Zéland (Recorded Music NZ)                   | 22       |
| Venezuela Rock (Record Report)                  | 7        |

## Minősítések és eladási adatok
| Régió | Minősítés  | Eladott példányszám |
| --- | ---------- | ------------------- |
| Ausztrália (ARIA) | 6× platina | 420 000‡            |
| Ausztria (IFPI Austria)                                                                                                 | platina    | 30 000‡             |
| Belgium (BEA) | 2× platina | 80 000‡             |
| Brazília (Pro-Música Brasil)                                                                                            | 5× gyémánt | 800 000‡            |
| Dánia (IFPI Denmark) | platina    | 90 000‡             |
| Egyesült Királyság (BPI)                                                                                                | 2× platina | 1 200 000‡          |
| Franciaország (SNEP) | gyémánt    | 333 333‡            |
| Kanada (Music Canada)                                                                                                   | 4× platina | 320 000‡            |
| Lengyelország (ZPAV) | 3× platina | 150 000‡            |
| Portugália (AFP) | 6× platina | 60 000‡             |
| Németország (BVMI) | arany      | 300 000‡            |
| Norvégia (IFPI Norway)                                                                                                  | platina    | 60 000‡             |
| Olaszország (FIMI) | platina    | 100 000‡            |
| Spanyolország (PROMUSICAE)                                                                                              | 2× platina | 120 000‡            |
| Svájc(IFPI Switzerland)                                                                                                 | platina    | 30 000‡             |
| Új-Zéland (RMNZ) | 4× platina | 120 000‡            |
| Streaming |            |                     |
| Közép-Amerika | 3× platina | 21 000 000†         |
| Görögország (IFPI Greece)                                                                                               | 3× platina | 6 000 000†*         |
| ‡ Eladási+streaming példányszámok kizárólag a minősítés alapján. † Csak streaming számok kizárólag a minősítés alapján. |            |                     |

## Megjelenési történet
| Régió              | Dátum               | Formátum(ok)                                          | Változat(ok)              | Kiadó(k)              | For.    |
| ------------------ | ------------------- | ----------------------------------------------------- | ------------------------- | --------------------- | ------- |
| Világszerte        | 2024. augusztus 16. | Digitális letöltés streaming                          | Eredeti                   | Interscope            | [ 242 ] |
| Egyesült Államok   | 2024. augusztus 16. | Kortárs slágerrádió                                   | Eredeti                   | Interscope            | [ 243 ] |
| Olaszország        | 2024. augusztus 16. | Rádiós megjelenés                                     | Eredeti                   | EMI Warner            | [ 244 ] |
| Németország        | 2024. augusztus 16. | CD                                                    | Eredeti                   | Interscope Streamline | [ 245 ] |
| Egyesült Királyság | 2024. augusztus 16. | CD                                                    | Eredeti                   | Interscope Streamline | [ 246 ] |
| Egyesült Államok   | 2024. augusztus 16. | CD                                                    | Eredeti                   | Interscope Streamline | [ 247 ] |
| Egyesült Államok   | 2024. augusztus 19. | Adult contemporary radio hot adult contemporary radio | Eredeti                   | Interscope            | [ 248 ] |
| Kanada             | 2024. augusztus 23. | CD                                                    | Eredeti                   | Interscope Streamline | [ 249 ] |
| Franciaország      | 2024. augusztus 27. | CD                                                    | Eredeti                   | Interscope Streamline | [ 250 ] |
| Egyesült Államok   | 2024. október 25.   | 7"-es hanglemez                                       | Eredeti Instrumentális    | Interscope Streamline | [ 251 ] |
| Világszerte        | 2024. október 29.   | Digitális letöltés Streaming                          | Instrumentális            | Interscope            | [ 252 ] |
| Világszerte        | 2024. október 30.   | Digitális letöltés Streaming                          | Live in Las Vegas         | Interscope            | [ 253 ] |
| Világszerte        | 2024. november 1.   | Digitális letöltés Streaming                          | Akusztikus                | Interscope            | [ 254 ] |
| Világszerte        | 2024. november 20.  | Digitális letöltés                                    | Sped Up                   | Interscope            | [ 255 ] |
| Világszerte        | 2024. november 20.  | Digitális letöltés                                    | Instrumentális akusztikus | Interscope            | [ 256 ] |
| Kanada             | 2024. november 29.  | 7"-es hanglemez                                       | Eredeti instrumentális    | Interscope Streamline | [ 257 ] |
| Németország        | 2024. december 9.   | 7"-es hanglemez                                       | Eredeti instrumentális    | Interscope Streamline | [ 258 ] |
| Franciaország      | 2024. december 13.  | 7"-es hanglemez                                       | Eredeti instrumentális    | Interscope Streamline | [ 259 ] |
| Egyesült Királyság | 2024. december 13.  | 7"-es hanglemez                                       | Eredeti instrumentális    | Interscope Streamline | [ 260 ] |

## Lásd még
- A Billboard Hot 100 listavezetői 2025-ben

## Fordítás
Ez a szócikk részben vagy egészben  a   Die with a Smile című angol Wikipédia-szócikk fordításán alapul.  Az eredeti cikk szerkesztőit annak laptörténete sorolja fel. Ez a jelzés csupán a megfogalmazás eredetét és a szerzői jogokat jelzi, nem szolgál a cikkben szereplő információk forrásmegjelöléseként.